# پل کهنه قره‌سو
پل کهنه قره‌سو مربوط به دوره صفوی است و در کرمانشاه، شرق شهر واقع شده و این اثر در تاریخ ۲۳ آذر ۱۳۵۵ با شمارهٔ ثبت ۱۲۸۸ به‌عنوان یکی از آثار ملی ایران به ثبت رسیده است.
این پل یکی از پل‌های باستانی استان کرمانشاه در حاشیه شرقی شهر کرمانشاه، نزدیک روستای مرادآباد، بر روی رودخانه قره‌سو«خُوَره سو» است. از این پل در گذشته عابران مستقیماً به دروازه شهر وارد می‌شدند.

## ویژگی‌ها
این پل ۱۸۶ مترطول و ۹ مترعرض دارد. پایه‌های این پل به صورت شش ضلعی می‌باشد که قسمت داخلی آنها با لاشه سنگ و ملاط گچ ساخته شده ولی روکار آنها بلوک‌های سنگی مکعب مستطیل است. در جلو پایه‌ها در جهت مخالف جریان آب، آبشکنهای مثلث شکلی با سنگ‌های تراشیده، ساخته شده است. همچنین در کناره‌های پل، سیل برگردان‌هایی با سنگ‌های تراشیده ساخته شده‌اند.
پل کهنه دارای شش دهانه است. این دهانه‌ها تاق‌های جناغی دارند که با آجر ساخته شده‌اند. ارتفاع متوسط تاق‌ها از کف رودخانه تا تیزه تاق حدود ۴/۴ متر است.
در نمای شمالی و جنوبی پل بر روی هر یک از آبشکن ها، پشتبندهای آجری وجود دارد که تا سطح پل بالا آمده‌اند بر روی پایه‌های سنگی، دهلیزهایی ایجاد شده است که دارای طاق جناغی است. حضور این دهلیزها و پشتبندهای مدور دو طرف ورودی آنها، پل کهنه قره‌سو را به صورت یکی از زیباترین پل‌های دوره صفوی در آورده است.

## تاریخچه
پایه‌های سنگی این پل احتمالاً متعلق به دوره ساسانی است و با توجه به آجرهایی که در اطراف پل پراکنده است این پل در دوره سلجوقی تعمیر شده و در دوره صفوی به شکل کنونی بازسازی شده است.

## نگارخانه

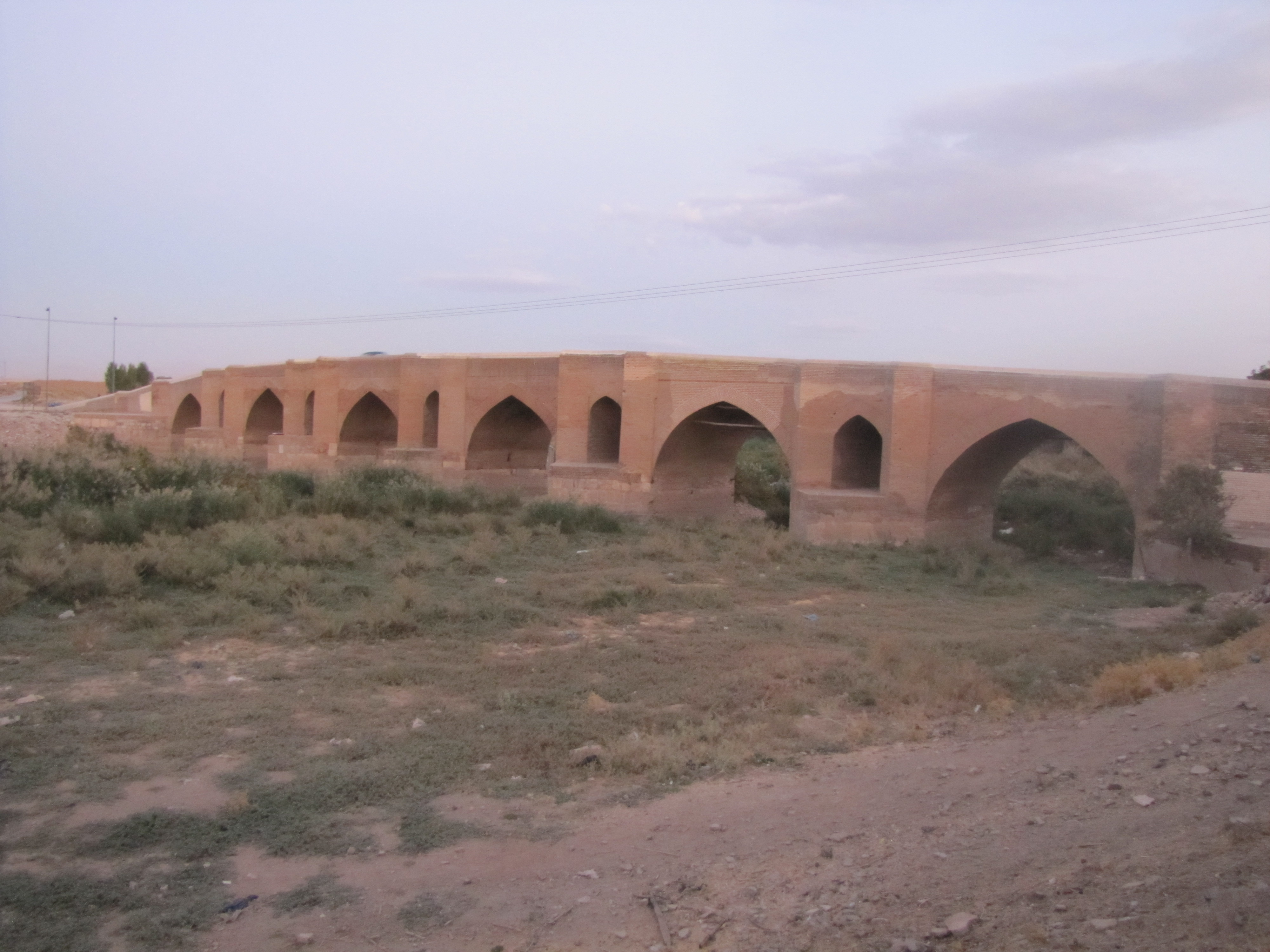
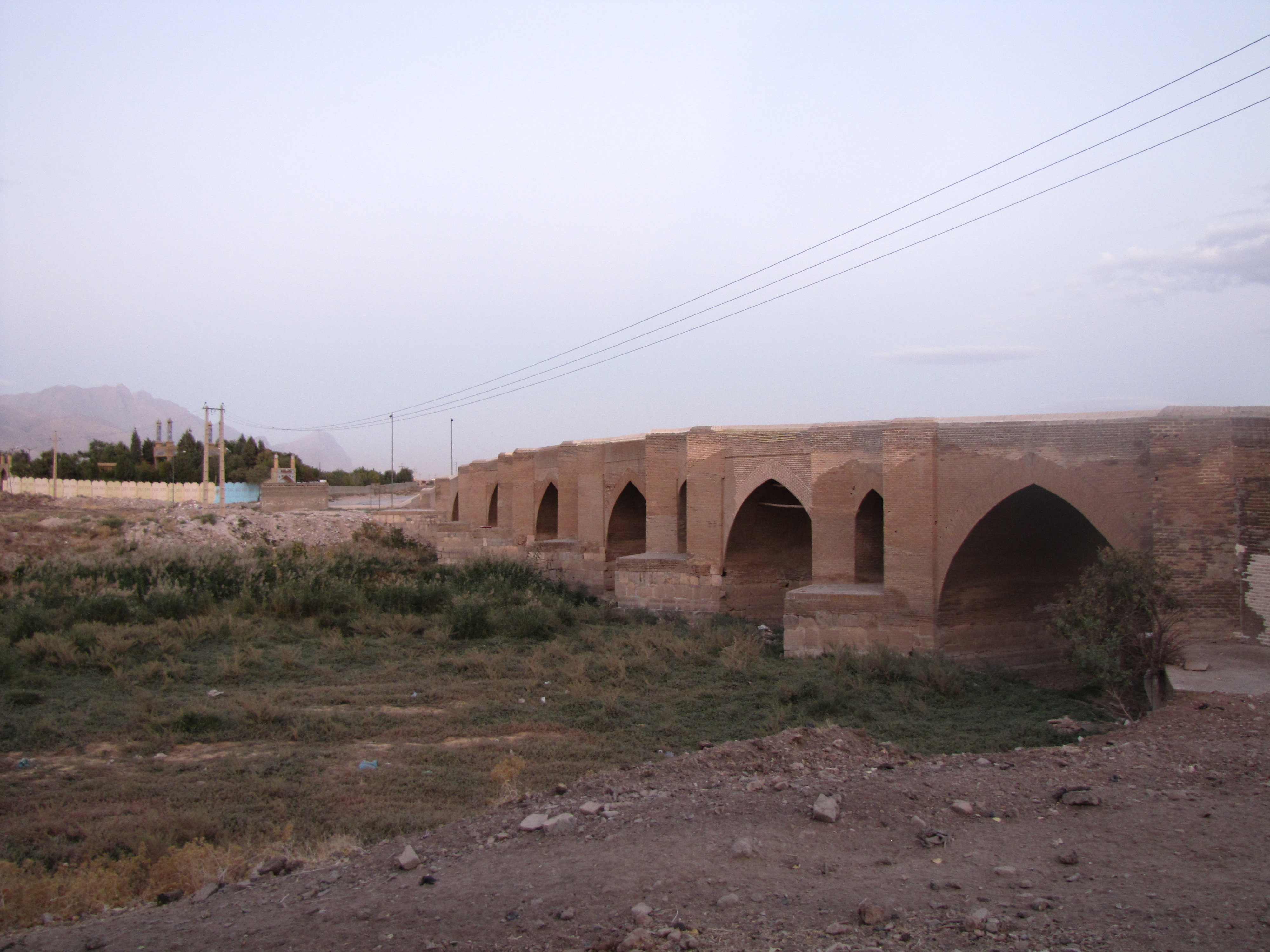